# Forêt mixte
- Forêts tempérées décidues et mixtes

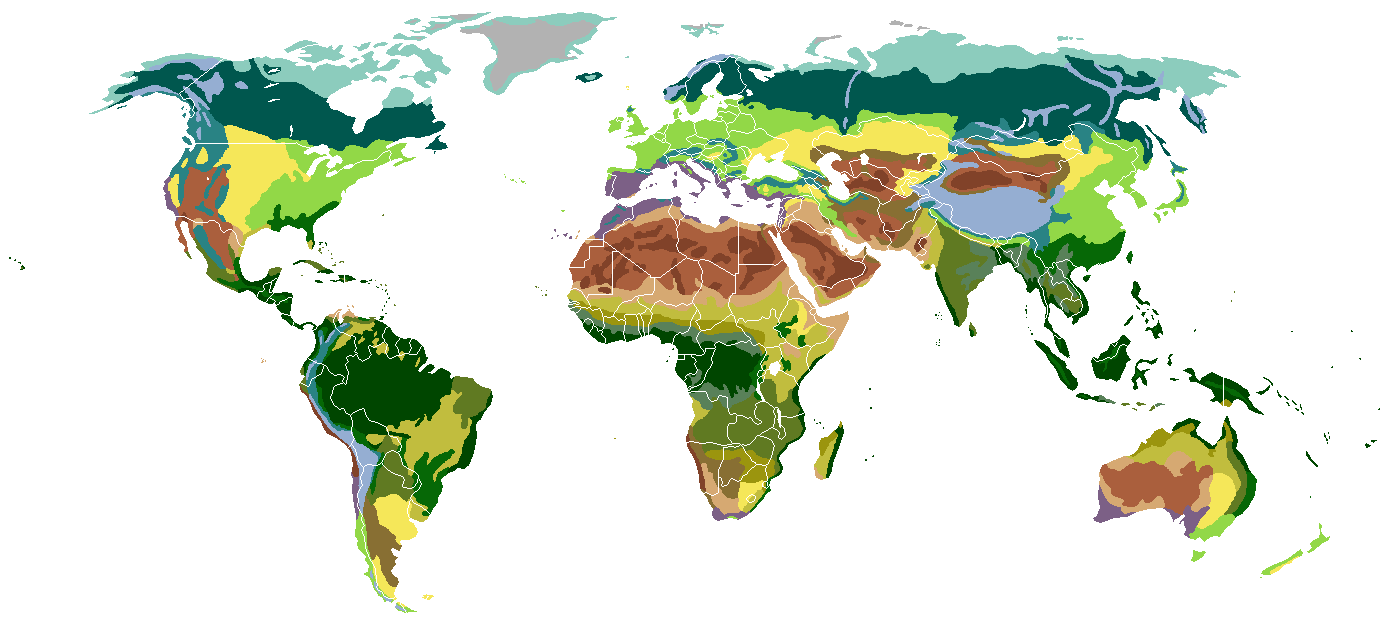
Carte représentant les principaux biomes terrestres.
Forêts tempérées décidues et mixtes

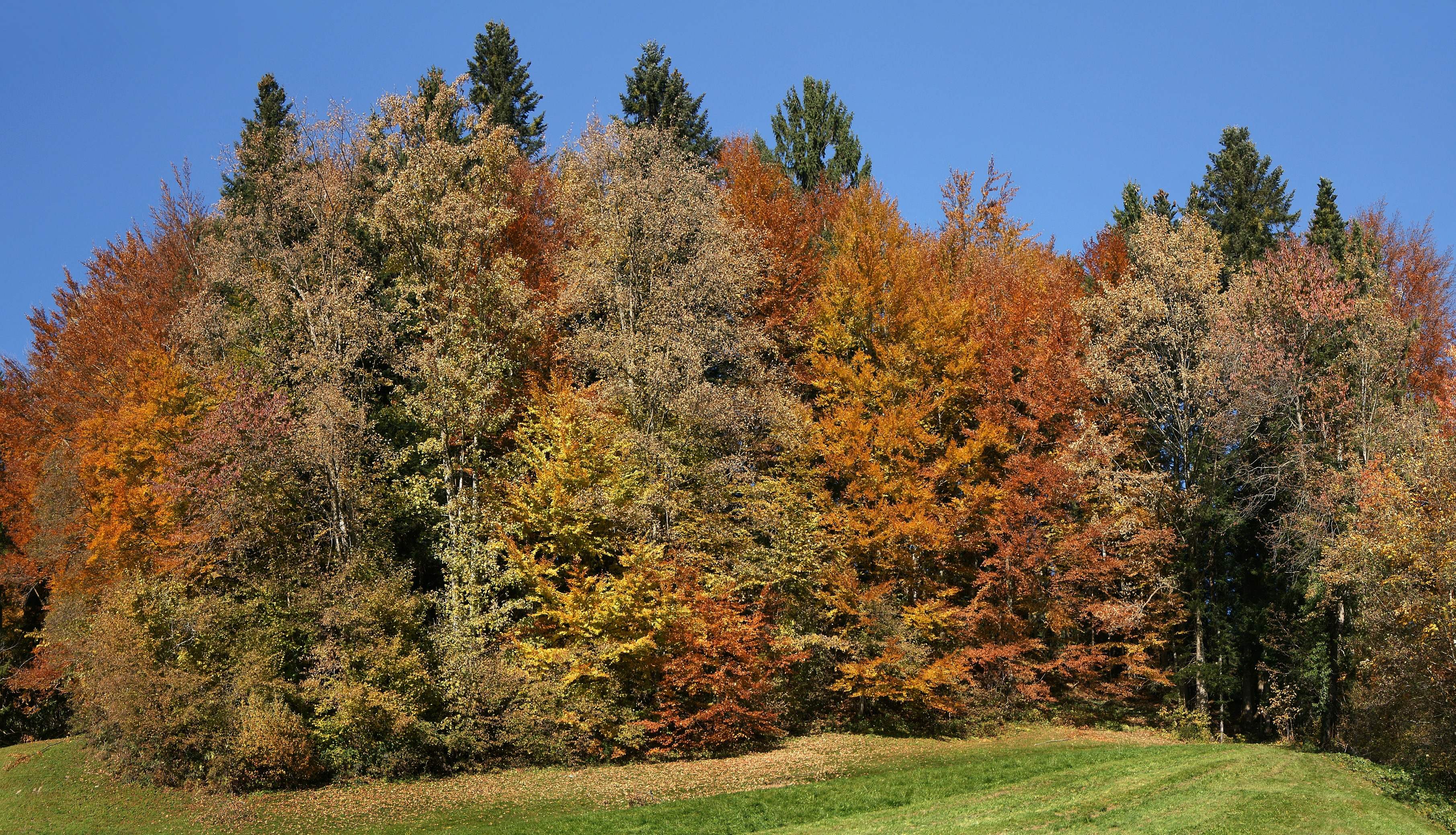
Forêt mixte (Autriche, automne 2009).

Une forêt mixte est un type de forêt constituée à la fois de feuillus et de conifères, présent en Europe et en Amérique du Nord.

## Caractéristiques
Les feuillus sont majoritaires, ils sont représentés par des espèces telles que le bouleau, le chêne, l’érable, le hêtre, le frêne, le tilleul et bien d’autres.
Selon la région, la présence de conifères sera plus ou moins importante, les précipitations et la température ayant un rôle à jouer à cet effet. Les exemples de conifères qu’on y retrouve sont l’épicéa (épinette au Québec), le pin, le sapin, le tsuga (pruche au Québec), le thuya, etc.
La température de cette forêt est modérée en été et froide en hiver, en moyenne les températures sont de 8 à 10 °C.
Le sol de cette forêt est riche en matière organique puisqu'il est alimenté à chaque automne par les feuilles mortes des feuillus sans oublier les aiguilles de toutes sortes de conifères.
La forêt est stratifiée verticalement. Les strates qu’on y retrouve sont les arbustes, les herbacées, les arbres croissant à l’ombre et finalement, les grands arbres matures.
En Amérique, cette forêt est habitée par de nombreux mammifères comme les écureuils, les ratons laveurs, les ours noirs, les cerfs de Virginie, les lapins à queue blanche, pour ne nommer que quelques exemples. En Europe, la forêt est peuplée entre autres par les loirs gris, les chats sauvages, les lynx d'eurasie, les cerfs élaphe ou les lièvres d'europe. 
Cependant, les organismes les plus importants sont ceux qui passent inaperçus, c’est-à-dire les micro-organismes, bactéries et champignons. Ils jouent un rôle crucial car ils participent au recyclage des matières organiques, sur et dans le sol, pour ainsi assurer la santé de toute la forêt. Ce qui constitue un partenariat écologique pour les participants.
La mixité est un avantage contre les aléas comme les incendies, les rongeurs ou les maladies.

## Autres types de forêts
Il existe aussi d'autres sortes de forêts comme :
- la forêt boréale ;
- la forêt tropicale ;
  - la forêt tropicale de résineux ;
  - la forêt tropicale humide ;
  - la forêt tropicale sèche ;
- la forêt inondée (en Pologne) ;
- la forêt méditerranéenne ;
- la forêt galerie.